# Malcolm (nome)
Malcolm  è un nome proprio di persona inglese e gaelico scozzese maschile.

## Varianti
- Inglese: Malcom[1]
- Scozzese: Máel Coluim[1]
  - Femminili: Malina[1]

## Origine e diffusione

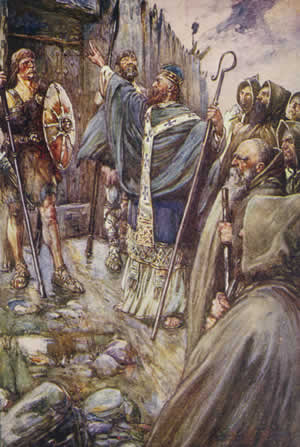
San Columba alle porte del forte di Bridei, di John R. Skelton

Deriva dallo scozzese Máel Coluim, che significa "discepolo di [san] Columba". È simile, per struttura, ai nomi Marmaduke e Maoilios. 
Va notato che la forma femminile scozzese, Malina, coincide anche con un nome polacco che significa "lampone" e col nome di una dea inuit.
Venne portato, dal X secolo, da quattro re di Scozia, fra cui Malcolm III di Scozia, che ispirò il personaggio di Malcolm nell'opera di Shakespeare Macbeth.

## Onomastico
Il nome è adespota, cioè non è portato da alcun santo, e l'onomastico si può festeggiare il giorno di Ognissanti, che è il 1º novembre. Dato il significato, comunque, è lecito festeggiarlo anche in memoria di san Columba di Iona, ricordato il 9 giugno.

## Persone
- Malcolm I di Scozia, re di Scozia

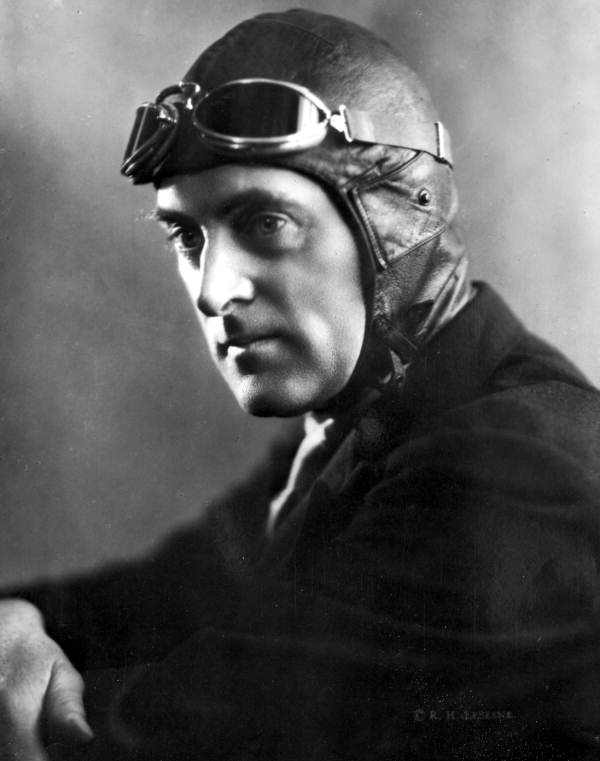
Malcolm Campbell

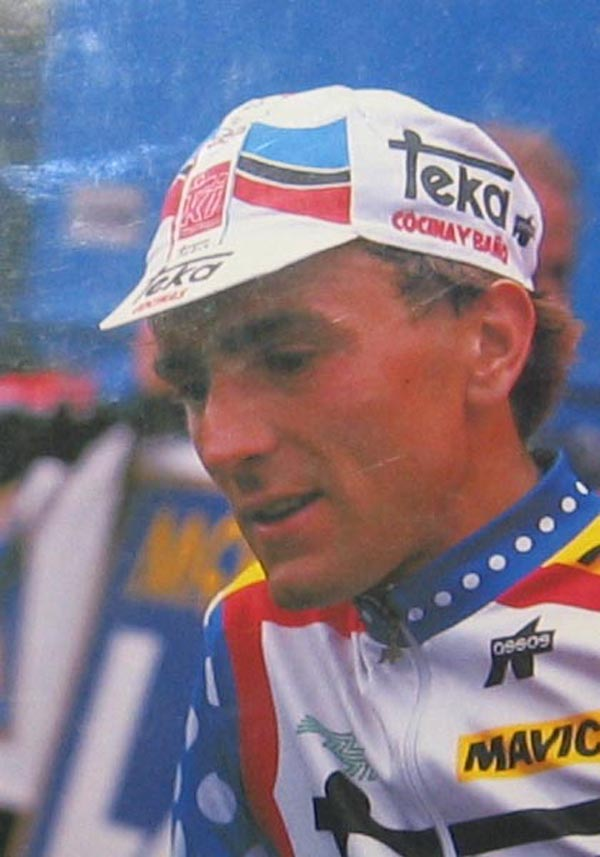
Malcolm Elliott

- Malcolm II di Scozia, re di Scozia
- Malcolm III di Scozia, re di Scozia
- Malcolm IV di Scozia, re di Scozia
- Malcolm Arnold, compositore britannico
- Malcolm Browne, giornalista e fotografo statunitense
- Malcolm Campbell, pilota automobilistico britannico
- Malcolm Scott Carpenter, astronauta statunitense
- Malcolm Elliott, ciclista su strada e pistard britannico
- Malcolm Fraser, politico australiano
- Malcolm Gladwell, giornalista e sociologo canadese
- Malcolm Jenkins, giocatore di football americano statunitense
- Malcolm McDowell, attore britannico
- Malcolm McLaren, produttore discografico e musicista britannico
- Malcolm McLean, imprenditore statunitense
- Malcolm Muggeridge, giornalista e scrittore britannico
- Malcolm Sargent, direttore d'orchestra, organista e compositore britannico,
- Malcolm Smith, giocatore di football americano statunitense
- Malcolm-Jamal Warner, attore, regista e musicista statunitense
- Malcolm X, attivista statunitense
- Malcolm Young, chitarrista australiano

## Il nome nelle arti
- Malcolm è l'antagonista principale del videogioco The Legend of Kyrandia.
- Malcolm Betruger è un personaggio del videogioco Doom.
- Malcolm Crowe è il protagonista del film del 1999 The Sixth Sense - Il sesto senso, diretto da M. Night Shyamalan.
- Malcolm de' Paperoni è un personaggio della Banda Disney.
- Malcolm Reed è un personaggio della serie televisiva Star Trek: Enterprise.
- Malcolm Wilkerson è il protagonista della serie televisiva Malcolm.